# علی بی‌غم
علی بی‌غم فیلمی به کارگردانی و نویسندگی عباس کسایی محصول سال ۱۳۴۹ است.
.

## خلاصه داستان
رانندهٔ جوانی که گذشتهٔ خوبی ندارد، با اتهام دروغین رقیب عشقی‌اش زندانی می‌شود…

## بازیگران
- ناصر ملک مطیعی
- همایون
- احمد قدکچیان
- حمیده خیرآبادی
- ثریا بهشتی
- مینا کهنمویی
- غلامرضا سرکوب
- ایران قادری
- شهین
- محسن آراسته